# 東京大学定量生命科学研究所
東京大学定量生命科学研究所（とうきょうだいがくていりょうせいめいかがくけんきゅうじょ、英称：Institute for Quantitative Biosciences）は、東京大学の附置研究所で、「生体機能分子の動的構造と機能の解明」をキーワードに、生命動態の定量的な記述を追究することを目的とした研究所である。2018年4月1日に、東京大学分子細胞生物学研究所を改組・改称してできた研究所である。
これまでの構造生物学、ゲノム科学を活かしつつ、数学、物理学、化学、情報学、工学、人工知能研究を柔軟に取り入れ、個別研究の枠を取り払い、既存手法の刷新も含めた、より定量性を重視した新たな方法論を開発、共有しつつ研究を発展させていくことを主旨としている。略称は定量研、IQB。 

## 沿革
日本学術会議の勧告により、1953年8月1日に応用微生物研究所が東京大学附置研究所として設置された。応用微生物研究所は微生物学の研究を目的としていたが、より広い分子生物学の研究を推進するため、1993年4月1日に分子細胞生物学研究所に改組された。
2016年8、9月に受理された不正告発により、2018年4月1日に定量生命科学研究所と改称、既存の13の研究分野および2つの研究センターを廃止し、相互補完する機能である2部門、2研究センターからなる4研究領域に新設、基盤技術（実験動物の管理、可視化技術、ゲノム解析技術、質量分析技術）を中央化した中央実験室の設置などの中核となる研究施設の共通化、大講座制による運営など研究室の垣根を越えたオープンな研究環境を目指している。

## 組織

### 研究分野
- 先端定量生命科学研究部門 (Research Division for Quantitative Life Sciences)
  - ゲノム情報解析研究分野
  - 膜蛋白質解析研究分野
  - 高難度蛋白質生産研究分野
  - 蛋白質複合体解析研究分野
  - クロマチン構造機能研究分野
  - バイオインフォマティクス研究分野
  - 遺伝子ネットワーク研究分野

- 応用定量生命科学研究部門 (Research Division for Applied Life Sciences)
  - 生体有機化学研究分野
  - 病態発生制御研究分野
  - 免疫・感染制御研究分野
  - 希少疾患分子病態分野
  - 生物情報工学研究分野

- 生命動態研究センター (Research Center for Biological Visualization)
  - 神経生物学研究分野
  - ゲノム再生研究分野
  - 遺伝子発現ダイナミクス研究分野
  - 細胞核機能動態可視化分野
  - エピトランスクリプトミクス研究分野

- 高度細胞多様性研究センター (Research Center for Cellular Dynamics)
  - 分子情報研究分野
  - 発生・再生研究分野
  - 発生分化構造研究分野
  - RNA機能研究分野
  - 幹細胞制御研究分野
  - 行動神経科学研究分野

## 大学院教育
分子細胞生物学研究所は東京大学大学院の教育も担当している。以下の研究科・専攻から大学院生を受け入れている。
- 東京大学大学院
  - 総合文化研究科
    - 広域科学専攻

  - 理学系研究科
    - 物理学専攻
    - 生物科学専攻

  - 工学系研究科
    - 化学生命工学専攻

  - 農学生命科学研究科
    - 応用生命工学専攻

  - 薬学系研究科
    - 薬科学専攻

  - 新領域創成科学研究科
    - メディカルゲノム専攻
    - 情報生命科学専攻

## 所在地
- 東京都文京区弥生1-1-1

東京大学弥生キャンパス内に所在する。